# Werner Ehrich
Werner Friedrich Ehrich (* 11. Mai 1901 in Bad Oldesloe; † 12. September 1975 in Bremen) war ein deutscher Volkswirt und Politiker (DDP, BDV, FDP).

## Biografie

### Ausbildung und Beruf
Ehrich besuchte das humanistische Gymnasium in Bremerhaven. Er studierte ab 1919/20 zunächst an der Technischen Hochschule Hannover und dann Staatswissenschaft und Volkswirtschaft an der Universität Göttingen. 1923 promovierte er zum Dr. rer. pol. Von 1924 bis 1931 wirkte er für die DDP. Von 1932 bis 1933 war er Leiter der Nebenstelle Achim des Landesarbeitsamtes Bremen. Er wurde von den Nazis entlassen und wirkte bis 1936 freiberuflich. Von 1937 bis 1945 war er Mitarbeiter der Schiffswerft AG Weser in Bremen. Von 1939 bis 1945 war er Luftschutz-Sachbearbeiter beim Schutzpolizei-Abschnittskommando Bremen-Ost.
Nach dem Zweiten Weltkrieg arbeitete er ab 1946 in der Industrie und dann beim Statistischen Landesamt Bremen. 1951/52 war er Hauptgeschäftsführer der BDV/FDP in Bremen. In 1952 wirkte für sechs Monate als Leiter des Ortsamtes Bremen-Blumenthal. Danach war er bis 1956 Syndikus der Kommunalpolitischen Arbeitsgemeinschaft Bremen-Nord. Von 1956 bis 1964 war er im Bundesausgleichsamt in Bremen tätig und von 1964 bis 1967 Leiter des Verteidigungslastenamtes in Bremen.

### Politik
Ehrich war seit den 1920er Jahren Mitglied der liberalen DDP und von 1924 bis 1931 Generalsekretär der DDP im Bereich des Wahlkreises 14 - Weser-Ems. Am 13. September 1940 beantragte Ehrich „angeblich auf Drängen von Freunden“ die Aufnahme in die NSDAP und wurde zum 1. Oktober desselben Jahres aufgenommen (Mitgliedsnummer 8.345.417). Ein Parteimitgliedsbuch will Ehrich angeblich nicht erhalten haben. Im April 1948 wurde er „anhand der Angaben im Meldebogen, bei denen die Frage nach der Zugehörigkeit zur NSDAP mit „nein“ beantwortet wurde, als „nicht betroffen“ entnazifiziert“, was sich im Zuge eines von ihm gestellten Entschädigungsantrags Mitte der 1960er Jahre durch eine Routineanfrage beim Berlin Document Center jedoch als unwahr herausstellte.
Nach dem Krieg wurde er Mitglied der liberalen BDV und dann der FDP in Bremen und 1951/52 deren Geschäftsführer sowie Fraktionsgeschäftsführer. Von 1952 bis 1956 und dann wieder von 1958 bis 1965 nahm er die Funktion des Stellvertretenden Landesvorsitzenden der FDP war.
Von 1955 bis 1967 war er für rund 12 Jahre Mitglied in der Bremischen Bürgerschaft und in verschiedenen Deputationen der Bürgerschaft tätig. 1959 war er Stellvertretender Fraktionsvorsitzender und ab 19. Dezember 1963 bis 1967 Fraktionsvorsitzender in der Bürgerschaft; er folgte Georg Borttscheller (FDP) in diesem Amt.

### Weitere Mitgliedschaften
Ehrich war nach dem Krieg im Aufsichtsgremium der Angestelltenkammer Bremen und im Kuratorium unteilbares Deutschland aktiv.